# 소백산 주목 군락
소백산의 주목군락은 대한민국의 천연기념물이다.
소백산의 주목군락은 비로봉의 정상 서쪽에 100여 그루의 오래된 주목이 모여 자라고 있으며, 줄기가 꼬이고 곁가지는 아래 위로 굴곡을 만들어 신기한 모습을 하고 있다. 대부분 나무의 높이는 7m 정도이다.
- 소백산의 주목군락 보관됨 2007-09-29 - 웨이백 머신 - 남북의 천연기념물
- 소백산의 주목군락 - 문화재청